# Hafrahvammagljúfur
La Hafrahvammagljúfur, toponyme islandais signifiant littéralement en français « la gorge de l'avoine », est une gorge d'Islande située à l'Est du pays. Depuis 2010, elle est en partie noyée sous les eaux du lac de retenue de la centrale hydroélectrique de Kárahnjúka.

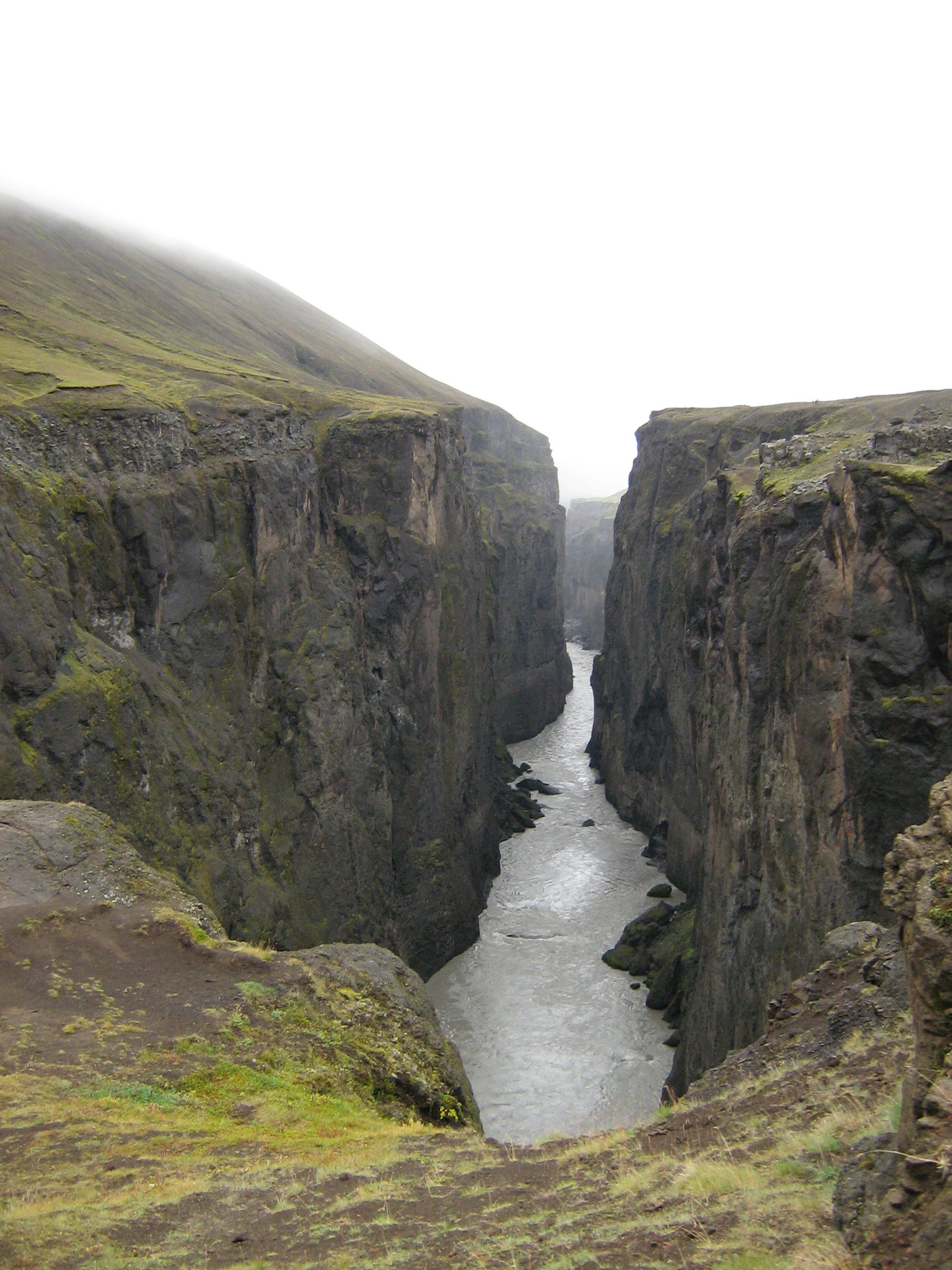
Vue de la Hafrahvammagljúfur en 2006.

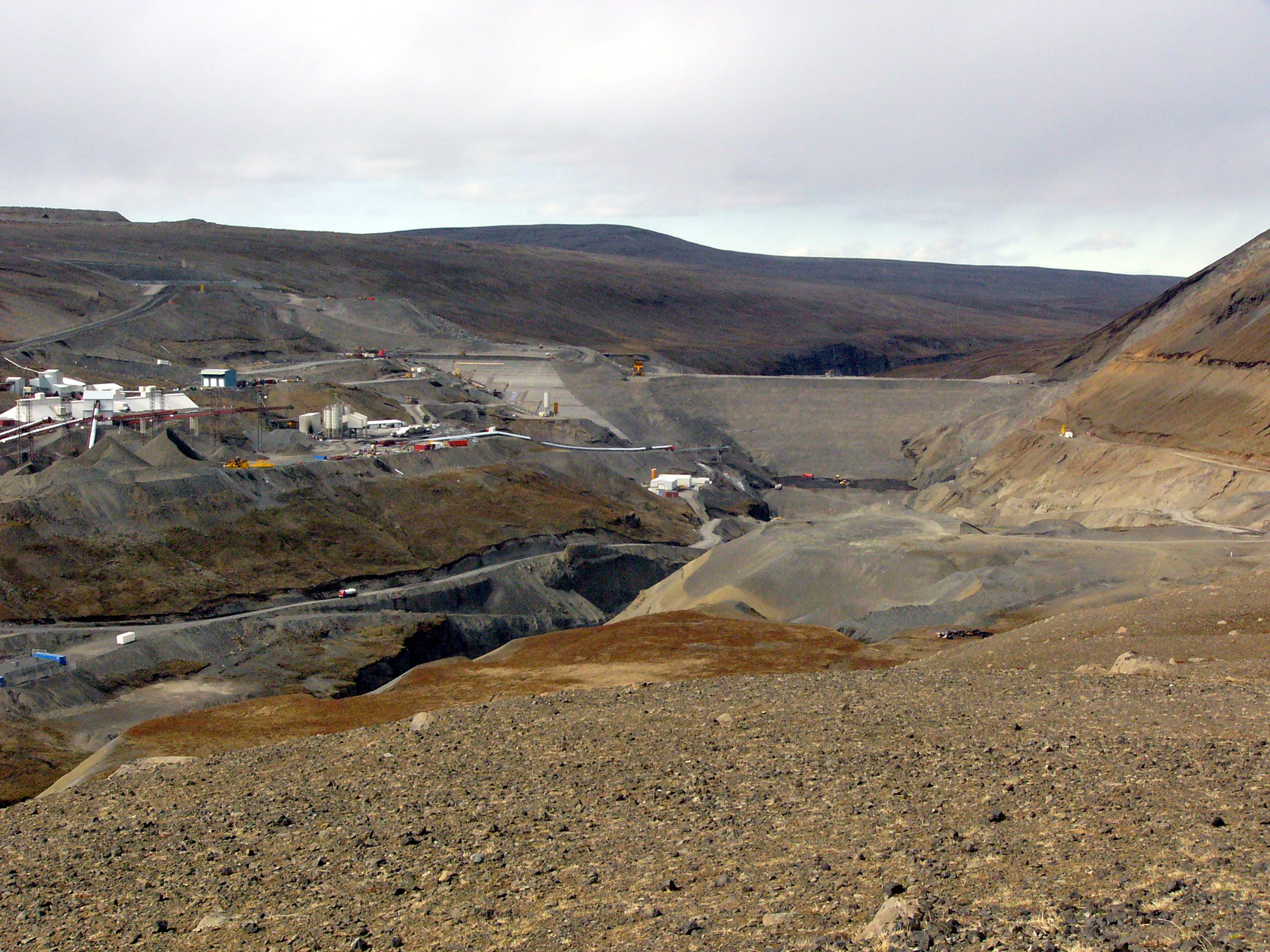
Vue du barrage de Kárahnjúka en construction en travers de la Hafrahvammagljúfur.